# Griñón
Griñón là một đô thị trong Cộng đồng Madrid, Tây Ban Nha. Đô thị Griñón có diện tích 17 km², dân số theo điều tra năm 2010 của Viện thống kê quốc gia Tây Ban Nha là 9546 người. Đô thị Griñón nằm ở khu vực có độ cao 643-687 mét trên mực nước biển. Khoảng cách so với Madrid là 27 km.